# Kelsey Wog
Kelsey Lauren Wog (Regina, 19 de septiembre de 1998) es una deportista canadiense que compitió en natación. Ganó una medalla de plata en el Campeonato Mundial de Natación en Piscina Corta de 2016 y una medalla de plata en los Juegos Panamericanos de 2023, en la prueba de 200 m braza.

## Palmarés internacional
| Campeonato Mundial en Piscina Corta | Campeonato Mundial en Piscina Corta | Campeonato Mundial en Piscina Corta | Campeonato Mundial en Piscina Corta |
| Año                                 | Lugar                               | Medalla                             | Prueba                              |
| ----------------------------------- | ----------------------------------- | ----------------------------------- | ----------------------------------- |
| 2016                                | Windsor (Canadá)                    | Medalla de plata                    | 200 m braza                         |
| Juegos Panamericanos                |                                     |                                     |                                     |
| Año                                 | Lugar                               | Medalla                             | Prueba                              |
| 2023                                | Santiago (Chile)                    | Medalla de plata                    | 200 m braza                         |